# 潘寶鐄
潘寶鐄，又名潘寶璜、潘寶鋆，廣東省廣州府番禺縣人，清朝政治人物、進士出身。
光緒二年（1876年），參加丙子恩科殿試登進士二甲第32名。同年五月（6月3日），改庶吉士。光緒三年四月（1877年6月9日），散館，授翰林院編修。